# Colomia
Colomia es un género de foraminífero bentónico de la familia Conorboididae, de la superfamilia Conorboidoidea, del suborden Robertinina y del orden Robertinida. Su especie tipo es Colomia cretacea. Su rango cronoestratigráfico abarca desde el Turoniense hasta el Maastrichtiense (Cretácico superior).

## Clasificación
Colomia incluye a las siguientes especies:
- Colomia austrotrochus †
- Colomia californica †
- Colomia cretacea †
- Colomia mundula †
- Colomia orthostoma †